# هنري كيز
هنري كيز هو سياسي أمريكي، ولد في 3 يناير 1810، وتوفي في 1870. نشط حزبياً في الحزب الديمقراطي. وقد انتخب عضو مجلس ولاية فيرمونت ‏.